# Fade to Grey (Visage)
Fade to Grey è un singolo del gruppo musicale britannico Visage, pubblicato il 10 novembre 1980 come secondo estratto dal primo album in studio Visage. 
Il brano, considerato uno dei capisaldi della new wave, fu all'epoca pioniere di quel genere musicale, conosciuto come New romantic, nonché uno dei primi esempi di quello che venne definito synth pop.
La canzone spopolò tra i club londinesi e scalò le classifiche nei primi mesi del 1981, arrivando fino al numero 7 in Italia.
La canzone ha la rara particolarità di essere interamente bilingue inglese-francese, presentando gli stessi testi tradotti in entrambe le lingue: il testo in inglese è cantato, mentre lo stesso testo tradotto in francese è pronunciato da una voce femminile.

## Descrizione
Una prima bozza della canzone fu inizialmente composta da Billy Currie e Christopher Payne. Solo più tardi Midge Ure, che si stava dedicando ai testi dell'album dei Visage, decise, su suggerimento di Billy, di abbinare i suoi testi alla melodia propostagli. Steve Strange prese quindi lezioni di canto insieme a Midge Ure per potere infine registrare la canzone. Gary Numan in seguito dichiarò in un'intervista: "per quanto mi riguarda credo che Billy e Chris siano stati il motore principale dietro Fade to Grey. Entrambi ci hanno lavorato durante i soundcheck del mio tour del 1979".
Per quanto riguarda il significato del testo, Steve Strange diede la sua spiegazione alla rivista Bravo: "Non molto tempo fa sono stato a Berlino, e attraverso il muro ho dato uno sguardo a Berlino Est [...]; tutto mi appariva cupo e grigio, strano, minaccioso. Subito dopo ho visto un uomo anziano camminare stanco con un bastone. Sì, stanco e deluso dalla vita. È stato in quel momento che l'idea di Fade to Grey aveva preso forma: entrare nella vecchiaia, nell'oscurità, sprofondare nel niente. È questo ciò di cui parla la canzone". È tuttavia da ricordare che i testi non furono comunque scritti da Steve.
Nel 1983, nella raccolta intitolata ""FADE TO GREY - The singles collection"" viene pubblicata per la prima volta una versione estesa del brano, versione in seguito denominata ""dance mix"". 
Questa versione, della durata di 6:43, ha una introduzione e un finale con solo batteria e voce che ripete il titolo del brano, fino a sfumare. Le parti aggiuntive si sposano perfettamente con i suoni della versione originale. 
La versione da 6:14 pubblicata a fine decennio su 12" è ottenuta ripetendo parte dell'originale da 4'00" del 1980, che fino al 1983 era l'unica versione disponibile, anche su 12".
Nel 1993 viene pubblicato un remix della canzone ad opera di Bassheads/Andi allo scopo di promuovere la raccolta Best of Visage, che entra poi nella top 40 degli album più venduti. Oltre a questo remix esistono svariate cover e riarrangiamenti di questa canzone, interpretati da diversi artisti.

## Versioni pubblicate

### Versione dei Visage
Questa è la versione originale, eseguita da:
- Steve Strange – voce
- Brigitte/Bernadette/Ali – voce (in francese)
- Midge Ure – voce secondaria
- Billy Currie – sintetizzatore e violino elettrico
- Christopher Payne – sintetizzatore e viola
- Cedric Sharpley – percussioni e missaggio
- Rusty Egan – voce secondaria

### Versione dei Datura (1993)
Una versione rara è quella del gruppo italiano Datura, in stile techno-music degli anni novanta. È l'unica a fare uso del cantato originale di Steve Strange.

### Versione di Mark'oh
Nel 1996 il dj tedesco Mark'Oh fa una sua versione in stile Trance - Euro House.

### Versione degli Atrocity
Il gruppo musicale Atrocity realizza una versione gothic/industrial metal del brano inserita nel disco Werk 80 II del 2008.

### Plagi e discussioni: le versioni di Kelly Osbourne e Tiziano Ferro
Nel 2005 ci fu una disputa riguardo ad una forte somiglianza tra Fade to Grey e il singolo di Kelly Osbourne "One Word". Billy Currie accusò infatti l'autore dei testi e della musica, Linda Perry, di violazione di copyright e, assieme a Midge Ure e Christopher Payne, intraprese vie legali. La questione si risolse in un pagamento di royalties da parte di Linda Perry per ogni copia venduta del singolo.
Nel 2006 il cantautore italiano Tiziano Ferro pubblicò il singolo Stop! Dimentica, una versione ancora una volta rivisitata e non autorizzata del singolo di Kelly Osbourne, dove però i due brani convogliarono in questo caso in una collaborazione di feature remix da parte della The Orchard Music. Un'altra versione e campionamento della canzone Fade to Grey si nota anche nella melodia del brano It's On Tonight di Junior Caldera, Nate Runner e Kardinal Offishall.

## Tracce
Singolo dei Visage
1. Fade to Grey (Extended mix) – 6:14
2. The Steps – 3:14

Remix dei Visage del 1993
1. Fade to Grey (Bassheads 7" edit) – 3:22 – remixata da Bassheads, al secolo Desa/Nick e Andy Stevenson
2. Fade to Grey (7" remix) – 3:37 – remixata da Tim Wedge/Daryl Stickley
3. Fade to Grey (original 7" mix) – 3:49
4. Fade to Grey (Bassheads 12" Dub) – 7:35 – remixata da Bassheads aka Desa/Nick
5. Fade to Grey (Bassheads 12" Trance) – 7:28 – remixata da Bassheads aka Desa/Nick & Dave Ralph
6. Fade to Grey (Subliminal Mix) – 5:16 – remixata da Tim Wedge/Daryl Stickley
7. Fade to Grey (Wild Cat Mix) – 7:48 – remixata da Tim Wedge/Daryl Stickley

Singolo dei Datura
1. Fade to Grey (Kama Edit) – 3:40
2. Fade to Grey (Kama) – 4:40
3. Fade to Grey (Lila Instrumental) – 4:26
4. Eternity (Datura's Seed) – 4:30
5. Eternity (Datura's Leaf) – 4:44